# لاتويا جاكسون
لاتويا جاكسون (بالإنجليزية: La Toya Jackson) (و. 1956  م) هي مغنية، وملحنة، وموسيقية، ومغنية مؤلفة، وراقصة، وعارضة، وكاتِبة، وفاعلة خير أمريكية، ولدت في غاري , إنديانا.

## وصلات خارجية
- لاتويا جاكسون على موقع IMDb (الإنجليزية)
- لاتويا جاكسون على موقع روتن توميتوز (الإنجليزية)
- لاتويا جاكسون على موقع ميوزك برينز (الإنجليزية)
- لاتويا جاكسون على موقع إن إن دي بي (الإنجليزية)
- لاتويا جاكسون على موقع أول ميوزيك (الإنجليزية)
- لاتويا جاكسون على موقع ديسكوغز (الإنجليزية)
- لاتويا جاكسون على موقع قاعدة بيانات الفيلم (الإنجليزية)
- لاتويا جاكسون في قاعدة بيانات الأفلام على الإنترنت